# 哈斯蒂纳普尔
哈斯蒂纳普尔（Hastinapur），意为“象城”，為印度北方邦密拉特县之一城镇，其总人口為21248（2001年）。该城历史悠久，19世纪以来，此处被认为是《摩诃婆罗多》中俱卢族的都城。
1950年代，印度考古研究所所长B. B.拉尔在哈斯蒂纳普尔进行了考古发掘。他将《摩诃婆罗多》中提到的一些内容与在此发现的彩绘灰陶联系了起来。

## 人口
该地於2001年之总人口為21248人，其男性11262人，女性9986人；0至6岁人口為3242人，其男性為1691人，女性為1551人；识字率達57.95%，其男性为67.33%，女性为47.37%。